# Ancaria
Ancaria, scritto anche Ancharia, è la divinità femminile che gli abitanti della città di Ascoli Piceno hanno venerato come la loro dea protettrice, nume tutelare della patria e adorato per preservare il territorio da distruzioni e saccheggi.

## Il luogo del tempio
Sebastiano Andreantonelli riferisce che gli ascolani eressero un tempio dedicato alla dea, poco distante dalla città, nella località dove si elevava il fortilizio che prendeva il nome dalla stessa divinità: il castello di Ancarano, località che dista sette miglia da Ascoli seguendo la direzione est. Nel sito dove sarebbe sorto il luogo di culto di Ancaria un contadino rinvenne, scavando, la testa di marmo della statua che la raffigurava. L'Andreantonelli precisa che il reperto era conservato in un orto, presso il borgo di Porta Solestà, da Antonio Migliori, uomo erudito ed antiquario, che aveva raccolto e riunito molte altre testimonianze dell'antichità.
Memoria dell'esistenza dello stesso luogo di culto è riportata anche da Emidio Luzi che descrive l'Ancariae Fanum come un tempio noto e magnifico che sorgeva nella «terra appellata Ancarano». Secondo l'autore sarebbe stato eretto dagli Etruschi, popolo che venerava la stessa dea, e, col trascorrere del tempo, sarebbe stato migliorato ed arricchito di decori. Il parallelismo con questa civiltà potrebbe essere motivato da nomi simili, adottati nella toponomastica, che si trovano nelle zone soggette all'influenza di questa cultura.

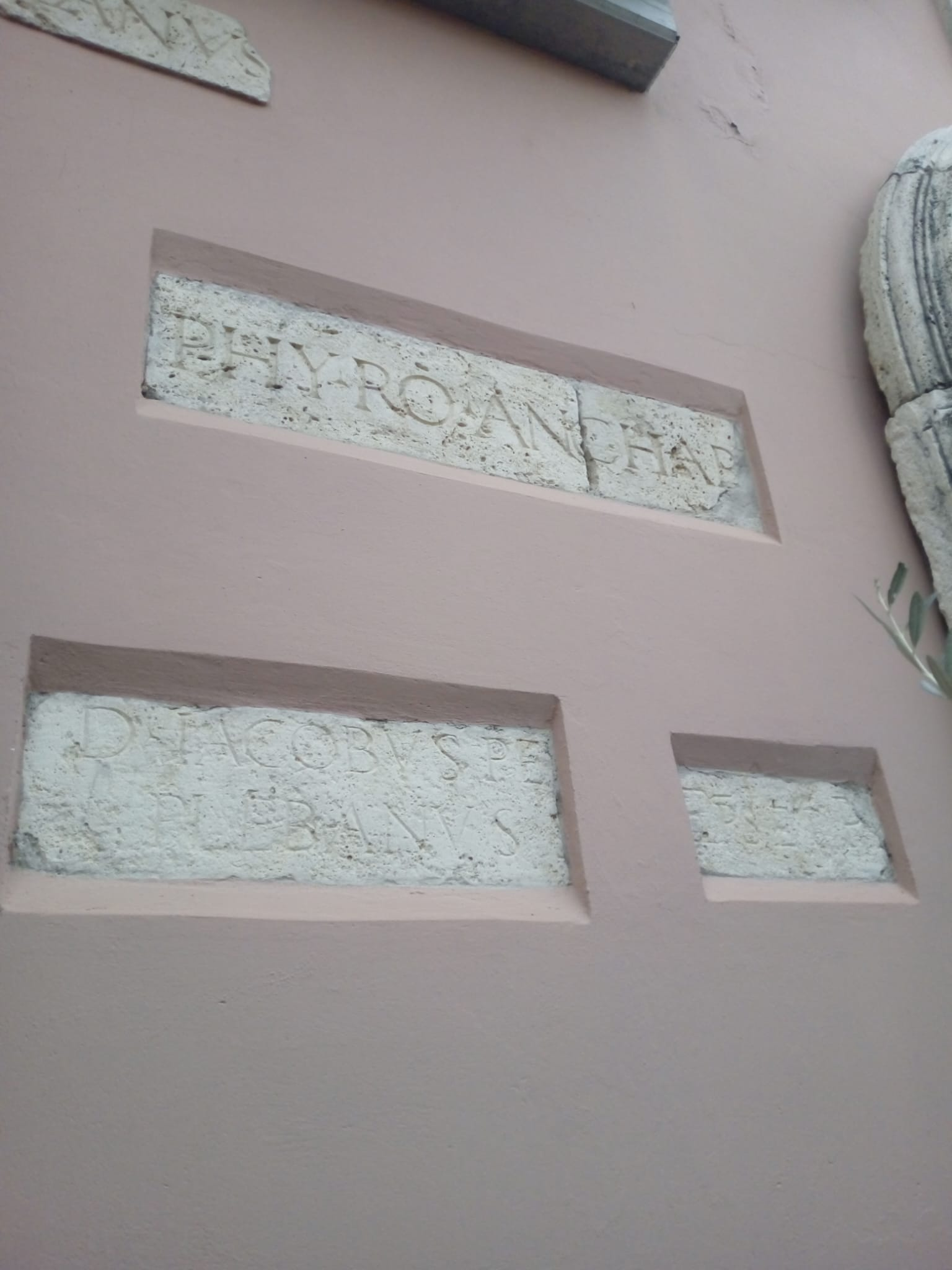

Altri storici collocano l'ubicazione del tempio in altri siti, alcuni fuori dalle mura della città di Ascoli, oltre Porta Gemina, in direzione Roma, sulla piana di San Panfilo, nella zona dove sorge la chiesa di San Salvatore di Sopra. Altri ritengono di individuarlo all'interno del tessuto urbano di Ascoli in via d'Ancaria, una traversa del centro storico che si apre lungo Corso Mazzini e fiancheggia la chiesa di San Francesco. 

## Testimonianze
Quinto Settimio Fiorente Tertulliano, apologeta latino, la nominò nei suoi scritti come: 
 e la ricordò nelle sue opere: Apologeticum e Ad Nationes elencandola tra le divinità non riconosciute a Roma, ma tra quelle venerate in parti di territorio come provincie e municipi.
Giovanni Guglielmo Stuck la menzionò nella sua opera Antiquitates convivales, (appendice I, libro II), testo dove l'autore riporta la descrizione dell'episodio accaduto nella città di Ascoli quando l'imperatore Massenzio vi giunse con lo scopo di assoldare uomini per il suo esercito. Il tiranno, per ingraziarsi la benevolenza dei soldati ascolani, ordinò la fusione di una statua di bronzo in onore di Ancaria ed alla base fece apporre l'iscrizione:
La raffigurazione della dea voluta da Massenzio, come riportato da Stuckio, Andreantonelli, Moroni e Paolo Antonio Appiani, fu poi gettata nelle acque del fiume Tronto per volere di sant'Emidio con l'intento di distruggerne il culto.
Altre tracce sulla divinità giungono da Osimo, riportate sia da Andreantonelli sia da Tullio Lazzari nei loro scritti. Nella cittadina marchigiana, dove non era praticato il culto per la dea, si trovava una base marmorea che recava la scritta:
Questa epigrafe, precisa Andreantonelli, fu trascritta dall'ascolano Franceschino Calvi, uomo colto e di nobile discendenza, mentre non fu annoverata tra le trascrizioni patrie di Francesco Gallo da Osimo. Lo storico elenca, oltre a Calvi e Tertulliano, altri autori che hanno trattato della dea Ancaria, quali: Giusto Lipsio, Giovanni Ravisio, Lilio Giraldi da Ferrara, Pietro Crinito, Celio Rodigino, Alessandro D'Alessandro di Napoli e Carlo Stefano. Di quest'ultimo Colucci trascrive la definizione che l'autore stesso dette nel suo dizionario storico, geografico, poetico al nome di Ancaria: «Ancaria, Dea ab Asculanis populis colebantur, ut patria tutelaris, ne hostium vastarentur incursu».

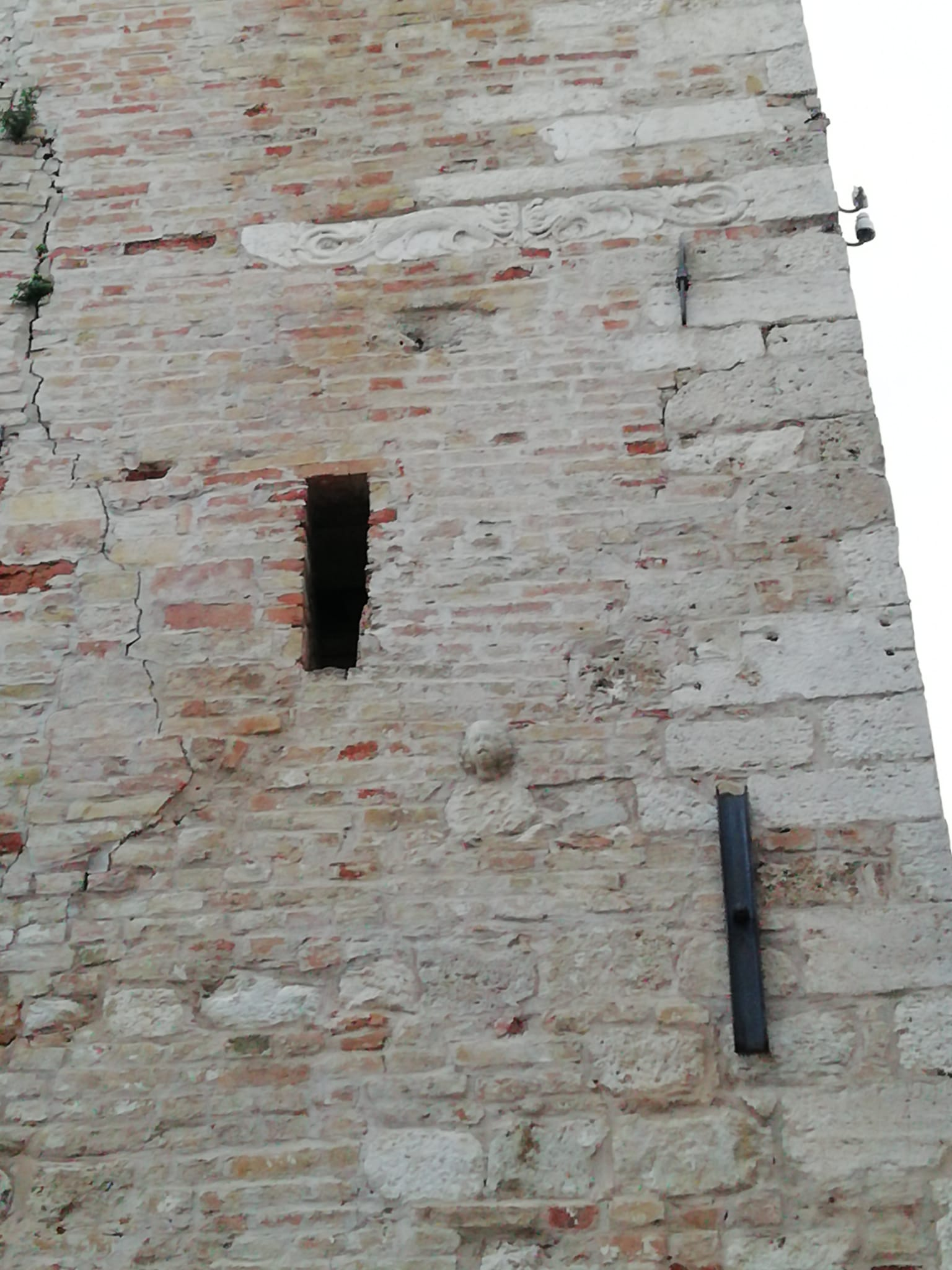
Dea Ancaria degli Ascolani

Giuseppe Cappelletti riferisce dell'esistenza di una lapide rinvenuta a cinque miglia da Ascoli, sulla via Salaria, nella piana di San Panfilo. Il reperto recava questa incisione: «IAN PAI ANCA MVN SOL DEOR VN», letta come: «Jano Patri Ancariae Municipi soli Deorum universitati». L'autore ipotizza che il frammento epigrafico potesse essere stato destinato ad ornamento del «frontispizio di un qualche tempio». Si sofferma a precisare che di Ancaria hanno trattato anche scrittori toscani di Fiesole, in particolare i copisti di antiche opere che avevano trascritto erroneamente, come dimostrato da Colucci, il testo di Tertulliano interpretandolo come: «Faesulanorum Ancaria» anziché «Asculanorum Ancaria». Colucci non esclude che la dea potesse essere stata venerata anche a Fiesole, ma sostiene che non fu una divinità «propria di quella città» e che il passo di Tertulliano la definisce come la «dea municipale di Ascoli e degli ascolani».  L'autore riferisce che Ancarano era stato un Principato dei Vescovi Ascolani e che Ferdinando Ughelli nel suo testo Italia sacra (Tomo I) lo descrive come: «Consuetum est Ancaranum in eo loco, in quo olim magnificentissimum Templum Deae Ancariae erat consacratum».

## Le patere pesaresi
Il culto per la divinità di Ancaria si diffuse anche nella città di Pesaro. Giuseppe Colucci riporta l'esistenza di due patere di creta, di consistenza molto dura e di colore scuro, scoperte da Annibale Olivieri, rese pubbliche dall'opera di Proposto Gori. Questi bassorilievi ornamentali, rinvenuti nel territorio pesarese, sono appartenuti alla collezione del museo di Giambattista Passeri, in esse si leggevano impresse lettere etrusche, ornamenti ed il simulacro di una dea, in entrambe, si trovava scritto il nome di Ancaria.

### Identificazione con la divinità romana di Furrina
Proposto Gori descrive la figura della spaventevole divinità femminile che compare ritratta nelle petere pesaresi tra rami di elce. Il corpo è nudo fino all'altezza del petto, con braccia nude, privo di spille e collane, con i capelli dritti, con grandi occhi incorniciati da un volto terribile, alato ed altre ali compaiono sugli omeri e sono simili a quelle dei pipistrelli. L'autore paragona la rappresentazione di questa dea con la figura mitologica della romana Furina, prima di tutte le Furie, ma diversamente appellata.

## Divinità Italiche affini
L'autore Giuseppe Marinelli riferisce alcune ipotesi e paragoni che sembrerebbero attendibili fra il culto della dea degli ascolani e Cerere, dea romana delle messi, individuabile anche nella figura di Angizia nel culto pagano del popolo dei Marsi e di Anceta Cerri adorata dai corfinesi, tuttavia riporta che alcuni storici non riconoscono validità a questi accostamenti e ritengono di poter assimilare il nome di Ancaria alla città turca di Ankara, toponimo che proviene dal termine persiano angara. Questa parola era correntemente utilizzata in Persia per definire il luogo dove si avvicendavano gli angari: emissari e corrieri a cavallo che consegnavano notizie al re. L'ipotesi che ne scaturisce è quella di ritenere che la via Salaria fosse stata la sede di questo servizio e che nella città di Ascoli vi fosse una stazione in cui si davano il cambio i corrieri.
Interessante assonanza di "angara" con hangar, ricovero per aeromobili, legato anche al germanico haimgard, recinto annesso alla casa.